# Tina Mba
Tina Mba es una actriz nigeriana.

## Carrera
En 2017, por su desempeño en distintas películas, el sitioweb Pulse la describió como la "actriz del año". En los premios Africa Magic Viewers Choice Awards de ese año, fue nominada como Mejor actriz de comedia. En entrevista con The Punch, reveló que el secreto de su interpretación era vivir al personaje e imaginarse a sí misma en él. También afirmó que habría preferido el teatro a los largometrajes, si el pago fuera igual. En 2016, actuó en Ufuoma, un drama romántico, dirigido por Ikechukwu Onyeka. En octubre de 2017 protagonizó Omoye, una película contra la violencia sexual. En 2017, actuó en la comedia romántica Isoken junto a Funke Akindele y Dakore Akande. Interpretó a una madre preocupada por la soltería de su hija, quien sólo se interesa en su carrera. En el mismo año, el sitioweb YNaija opinó sobre sus personajes en Tango with Me, Okafor's Law e Isoken, mientras afirmaba que sus actuaciones estelares a menudo no son lo suficientemente apreciadas en la industria.

### Filmografía seleccionada
- Married but Living Single
- Lunch Time Heroes
- Isoken
- Okafor's Law
- Make a Move
- Heroes and Zeroes
- Tango with Me
- The Tenant
- Beneath Her Veil (2015)
- Three Wise Men (2016)
- Banana Island Ghost (2017)
- Nigerian Prince (2018)
- The Set Up (2019)
- This Lady Called Life
- Prophetess (2021)

## Vida personal
Es nativa del estado de Enugu. Tiene dos hijos.